# Черницыно (Курская область)
Черницыно — село в Октябрьском районе Курской области. Центр Черницынского сельсовета.

## География
Село Черницыно расположено на берегу реки Сейм. Непосредственно граничит с райцентром Прямицыно, деревней Маслова (на западе) и с деревней Анахина (на востоке). В 5 километрах от села проходит федеральная трасса М2.
Улицы
В селе улицы: Буровая, Верхняя Набережная, Геологическая, Листьянка, Магистральная, Набережная, Надежды, Октябрьская, переулок Октябрьский, Пушкарка, Светлая, Спортивная, Центральная, Цукановка и Широкая.
Климат
Черницыно, как и весь район, расположено в поясе умеренно континентального климата с тёплым летом и относительно тёплой зимой (Dfb в классификации Кёппена).
| Показатель                                                                      | Янв. | Фев. | Март | Апр. | Май  | Июнь | Июль | Авг. | Сен. | Окт. | Нояб. | Дек. | Год  |
| ------------------------------------------------------------------------------- | ---- | ---- | ---- | ---- | ---- | ---- | ---- | ---- | ---- | ---- | ----- | ---- | ---- |
| Средний суточный максимум, °C                                                   | −4,2 | −3,2 | 2,7  | 13   | 19,4 | 22,7 | 25,3 | 24,7 | 18,2 | 10,5 | 3,3   | −1,2 | 10,9 |
| Средняя температура, °C                                                         | −6,2 | −5,7 | −0,8 | 8,2  | 14,8 | 18,4 | 21   | 20,1 | 14   | 7,3  | 1,1   | −3,2 | 7,4  |
| Средний суточный минимум, °C                                                    | −8,7 | −8,8 | −4,9 | 2,7  | 9,1  | 13,1 | 15,9 | 14,9 | 9,8  | 3,9  | −1,2  | −5,4 | 3,4  |
| Норма осадков, мм                                                               | 51   | 45   | 47   | 50   | 62   | 71   | 73   | 55   | 59   | 59   | 47    | 49   | 668  |
| Источник: Погода по месяцам c ru.climate-data.org(дата обращения: Февраль 2022) |      |      |      |      |      |      |      |      |      |      |       |      |      |

Часовой пояс
Село Черницыно, как и вся Курская область, находится в часовой зоне МСК (московское время). Смещение применяемого времени относительно UTC составляет +3:00.

## История
Приблизительно в 1901—1902 годах в центре села была построена земская начальная школа.
В 1941 году село Черницыно было оккупировано немецкими войсками. В феврале 1943 года было освобождено советскими войсками.
Статус и границы села и сельсовета установлены Законом Курской области от 21 октября 2004 года № 48-ЗКО «О муниципальных образованиях Курской области».

## Население
| 2002 | 2010  |
| ---- | ----- |
| 3028 | ↗3046 |

## Инфраструктура
Личное подсобное хозяйство. Черницынская средняя общеобразовательная школа. Администрация Черницынского Сельсовета Октябрьского района. В селе 1039 домов.

## Транспорт
Черницыно находится в 5 км от автодороги федерального значения М2 «Крым» (часть европейского маршрута E 105), при автодорогe регионального значения 38К-017 (Курск — Льгов — Рыльск — граница с Украиной), при автодорогe межмуниципального значения 38Н-551 (Прямицыно – АБЗ Октябрьского ДЭП – Черницыно), в 1,5 км от ближайшей ж/д станции Дьяконово (линия Льгов I — Курск). Остановка общественного транспорта.
В 118 км от аэропорта имени В. Г. Шухова (недалеко от Белгорода).

## Известные уроженцы
- Силаков, Виктор Алексеевич — советский военачальник, генерал-полковник (1987)